# Polaron
Polaron (z łac. polus od gr. πόλος 'biegun') – kwazicząstka powstająca jako wynik lokalnego odkształcenia sieci krystalicznej spowodowanego oddziaływaniem elektrostatycznym w wyniku przemieszczania się w krysztale naładowanej cząstki (elektronu lub dziury).
Polaron jest najczęściej opisywany przez hamiltonian Hpol = Hel + Hfon +  Hel-fon, gdzie 
Hel  oznacza część elektronową, Hfon jest hamiltonianem fononów optycznych podłużnych oraz Hel-fon opisuje liniowe oddziaływanie elektron-fonon. Oddziaływanie elektron-fonon jest charakteryzowane przez bezwymiarową stałą sprzężenia α określającą jonowość kryształu. Dla α<1 poprawne wyniki uzyskuje się stosując standardowy rachunek zaburzeń. Dla dowolnych α energię stanu podstawowego można obliczyć używając rachunku wariacyjnego i Feynmanowskich całek po drogach.
W wyniku oddziaływania z jonami sieci efektywna masa kwazicząstki polaronowej jest większa od masy cząstki swobodnej. Obrazowo zwiększenie masy można wyjaśnić koniecznością deformacji okolicznej sieci (konieczności wychylenia z położenia równowagi jonów sieci);  tak, jakby cząstka ciągnęła za sobą deformację.
Polaron magnetyczny jest odpowiednikiem polaronu dla pola magnetycznego. W tym wypadku mamy do czynienia z polaryzacją przez cząstkę ośrodka magnetycznego.